# Nathan Gaucher
Nathan Gaucher, né le 6 novembre 2003 à Longueuil (Québec), est un joueur canadien de hockey sur glace. Il joue à la position d'attaquant.

## Biographie

### Carrière junior
Gaucher commence sa carrière junior lors du Tournoi international de Québec en 2014-2015 avec les Gaulois d'Antoine Girouard. En 5 matchs, il inscrit 2 passes, aidant les Gaulois à terminer au 2e rang. L'année suivante, il y représente à nouveau les Gaulois et comptabilise 7 points en 5 rencontres. Son équipe termine la compétition à la 9e place. Il dispute également la Ligue de Hockey d'Excellence du Québec en niveau Bantam AA avec les Gaulois d'Antoine Girouard, récoltant une passe en 2 matchs. La saison suivante, il joue 24 rencontres en Bantam AAA, inscrivant 8 points. Son équipe termine à la 3e place de la division du Centre.
En 2017-2018, il rejoint le Vert et Noir d'École Fadette, disputant 28 parties en Bantam AAA, amassant 32 points et 5 parties en Midget espoir pour 5 points. l'équipe Bantam termine au 4e rang de la division du Centre et celle de Midget, la 2e place de la division du Centre.
Lors de la saison 2018-2019, il rejoint les Gaulois de Saint-Hyacinthe dans la Ligue de Développement du Hockey du Québec. En 42 parties, il comptabilise 33 points. Les Gaulois terminent à la 7e place de la saison régulière. En séries éliminatoires, ils battent les Élites de Jonquière en huitièmes de finale et se font éliminé en quarts par l'Intrépide de Gatineau. Lors des Jeux du Canada, il représente l'Équipe du Québec. En 6 matchs, il inscrit un but et deux passes. Son équipe est sacrée championne, battant en finale l'Équipe de l'Ontario sur le score de 4-3. Cette même saison, il prend part au Défi d'Excellence Gatorade avec l'équipe bleue du Québec. En 5 parties, il totalise 4 buts et 5 passes. Son équipe termine championne.
Le 8 juin 2019, lors du repêchage d'entrée de la Ligue de hockey junior majeur du Québec, il est choisi en 8e position lors de la première ronde par les Remparts de Québec.
Il commence la saison 2019-2020 en LHJMQ avec les Remparts. Il comptabilise 24 points en 59 matchs. Le 17 mars 2020, la LHJMQ décide d'interrompre la Saison 2019-2020. La mise en place de mesure contre la pandémie de COVID-19 est trop coûteuse pour les clubs et mettrait en péril la ligue.
La LHJMQ décide de maintenir coûte que coûte la Saison 2020-2021 malgré la pandémie de COVID-19. Plaçant en isolement les équipes présentant des cas positifs, elle maintient toutes les parties qui peuvent être disputées. Le calendrier, pour répondre aux exigences sanitaires des autorités n'autorise que des affrontements par district. à la fin de la saison, les Tigres de Victoriaville, particulièrement affecté, n'ont disputé que 26 matchs, tandis que les Mooseheads d'Halifax en disputent 43. Lors de la saison régulière, il dispute 30 matchs, amassant 31 points. Les Remparts terminent à la 4e de la division Est. La LHJMQ est la seule ligue junior du Canada à parvenir à disputer des séries éliminatoires, deux équipes étant soumise à une quarantaine, les Mooseheads d'Halifax et les Eagles du Cap-Breton se voient exclu des séries. Lors des séries éliminatoires, ils battent les Voltigeurs de Drummondville en 3 rencontres lors des huitièmes de finale et sont éliminés par les Saguenéens de Chicoutimi en 3 rencontres lors des quarts de finale. 
La saison suivante, il joue 66 parties, totalisant 57 points et les Remparts finissent à la 1re place de l'association Est. l’équipe remporte le Trophée Jean-Rougeau, remis au champion de la saison régulière. En séries éliminatoires, ils battent en 3 matchs les Saguenéens de Chicoutimi en huitièmes de finales, puis l'Océanic de Rimouski en 4 matchs lors des quarts de finale. En demi-finale, ils sont éliminés par les Cataractes de Shawinigan en 5 parties. Au terme de la saison, il remporte le Trophée Michael-Bossy, remis au joueur présentant les meilleures chances de percer au niveau professionnel.
En prévision du repêchage de 2022, la centrale de recrutement de la LNH le classe au 38e rang des espoirs nord-américains chez les patineurs. Il est sélectionné au 22e rang par les Ducks d'Anaheim.

### En équipe nationale
Gaucher représente son pays, le Canada depuis la saison 2019-2020, avec le contingent des moins de 17 ans. Il participe au Défi mondial des moins de 17 ans en 2019. Avec l'équipe rouge, il termine à la 5e place, battant lors du match de classement la Suède sur le score de 6-5.

## Statistiques

### En club
| Saison    | Équipe                       | Ligue                           |    | Saison régulière | Saison régulière | Saison régulière | Saison régulière | Saison régulière |   | Séries éliminatoires | Séries éliminatoires | Séries éliminatoires | Séries éliminatoires | Séries éliminatoires |
| Saison    | Équipe                       | Ligue                           | PJ | B                | A                | Pts              | Pun              | PJ               | B | A                    | Pts                  | Pun                  |                      |                      |
| 2014-2015 | Gaulois d'Antoine Girouard   | Tournoi international de Québec | 5  | 0                | 2                | 2                | 0                | -                | - | -                    | -                    | -                    |                      |                      |
| 2015-2016 | Gaulois d'Antoine Girouard   | Tournoi international de Québec | 5  | 4                | 3                | 7                | 0                | -                | - | -                    | -                    | -                    |                      |                      |
| 2015-2016 | Gaulois d'Antoine Girouard   | LHEQ Bantam AA                  | 2  | 0                | 1                | 1                | 0                | 4                | 0 | 0                    | 0                    | 0                    |                      |                      |
| 2016-2017 | Gaulois d'Antoine Girouard   | LHEQ Bantam AAA                 | 24 | 3                | 5                | 8                | 18               | -                | - | -                    | -                    | -                    |                      |                      |
| 2017-2018 | Vert et Noir d'École Fadette | LHEQ Bantam AAA                 | 28 | 18               | 14               | 32               | 40               | -                | - | -                    | -                    | -                    |                      |                      |
| 2017-2018 | Vert et Noir d'École Fadette | LHEQ Midget Espoir              | 5  | 2                | 3                | 5                | 12               | -                | - | -                    | -                    | -                    |                      |                      |
| 2018-2019 | Gaulois de Saint-Hyacinthe   | LDHQ                            | 42 | 18               | 15               | 33               | 48               | 6                | 4 | 2                    | 6                    | 4                    |                      |                      |
| 2018-2019 | Équipe du Québec             | Jeux du Canada                  | 6  | 1                | 2                | 3                | 4                | -                | - | -                    | -                    | -                    |                      |                      |
| 2018-2019 | Québec Bleu                  | DEG                             | 5  | 4                | 5                | 9                | 0                | -                | - | -                    | -                    | -                    |                      |                      |
| 2019-2020 | Remparts de Québec           | LHJMQ                           | 59 | 13               | 11               | 24               | 24               | -                | - | -                    | -                    | -                    |                      |                      |
| 2020-2021 | Remparts de Québec           | LHJMQ                           | 30 | 14               | 17               | 31               | 22               | 6                | 1 | 3                    | 4                    | 4                    |                      |                      |
| 2021-2022 | Remparts de Québec           | LHJMQ                           | 66 | 31               | 26               | 57               | 74               | 12               | 3 | 6                    | 9                    | 12                   |                      |                      |

### En équipe nationale
| Année | Équipe    | Compétition                      |   | PJ | B | A | Pts | Pun      |  | Résultat |
| 2019  | Rouge M17 | Défi mondial des moins de 17 ans | 5 | 2  | 3 | 5 | 16  | 4e place |  |          |

## Trophées et honneurs personnels

### Jeux du Canada
- 2018-2019 : Champion avec l'équipe de Québec.

### Défi d'Excellence Gattorade
- 2018-2019 : Champion avec l'équipe bleue du Québec.

### LHJMQ
- 2021-2022 : Trophée Jean-Rougeau en tant que champion de la saison régulière avec les Remparts de Québec.
- 2021-2022 : Trophée Michael-Bossy, remis au meilleur espoir ayant les meilleures chances de percer au niveau professionnel.